# William Etty
William Etty (10. března 1787 York – 13. listopadu 1849 tamtéž) byl anglický malíř období romantismu, známý jako tvůrce aktů, portrétů a zátiší.
Vyučil se v rodném městě tiskařem, pak odešel do Londýna, kde mu podpora zámožného strýce umožnila studovat na Royal Academy of Arts pod vedením Henry Fuseliho a Thomase Lawrence. Od roku 1815 pobýval ve Francii a Itálii, převážně v Benátkách. Seznámení s jižanským životním stylem i s díly Tiziana, Petera Paula Rubense a dalších klasiků výrazně ovlivnily jeho umělecký vývoj. Jako první z anglických malířů se ve své tvorbě zaměřil na historické a mytologické výjevy, kterým zpravidla dominovaly nahé ženské i mužské postavy ve smyslných pózách, vyvedené živými barvami. V tehdejší Anglii vzbudily Ettyho obrazy živý ohlas, ale také pohoršení pro narušování viktoriánské morálky.
Roku 1828 byl Etty zvolen akademikem, jeho samotářská povaha i projevy sympatií ke katolické církvi ho však časem připravily o většinu vlivných příznivců. Závěr života prožil jako starý mládenec v ústraní v Yorku a je pohřben u místního kostela sv. Olafa. Výrazně se zasloužil o záchranu historických hradeb města i o založení místní umělecké školy.

## Galerie

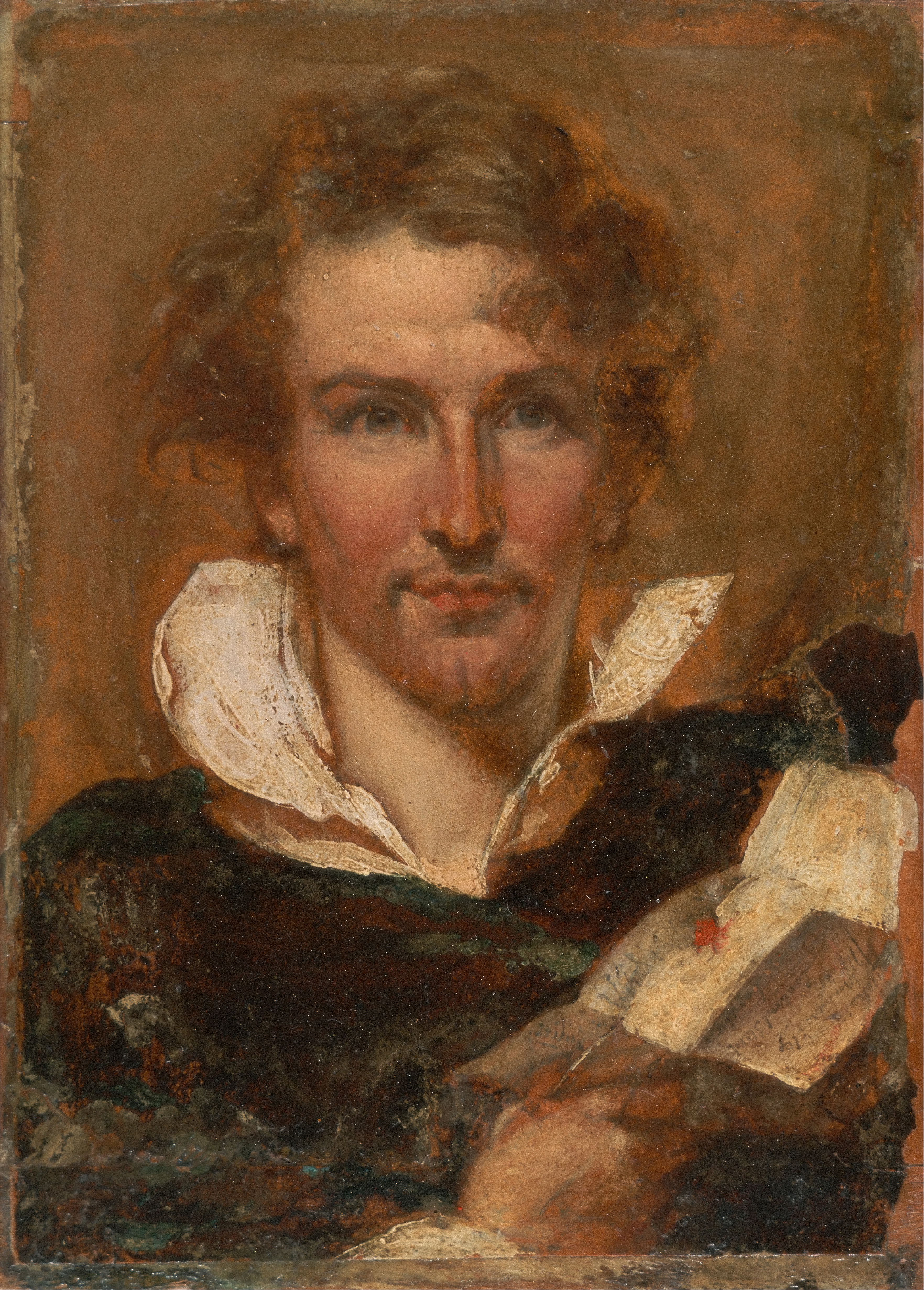
Autoportrét (1823)
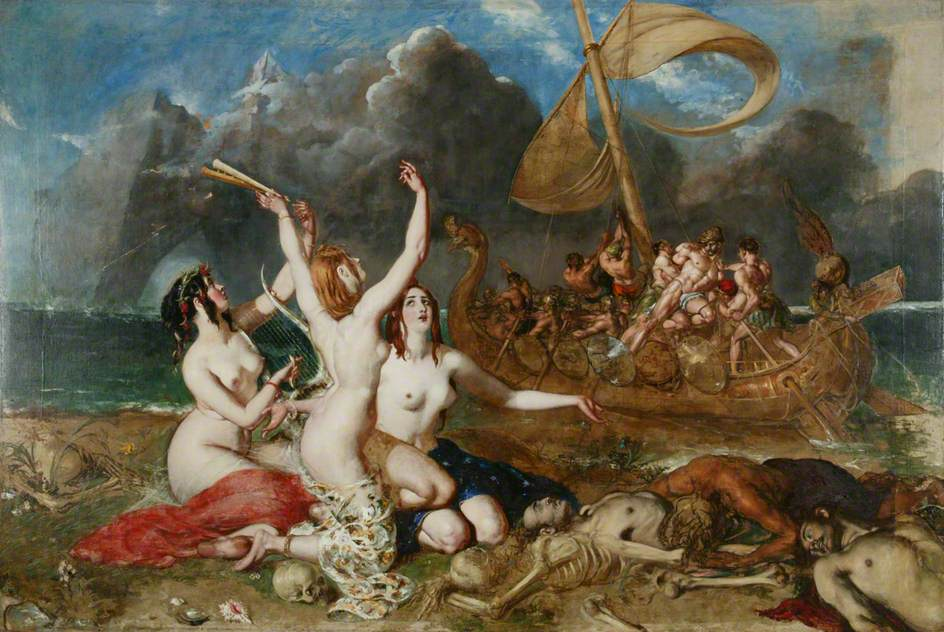
Sirény a Odysseus (1837)
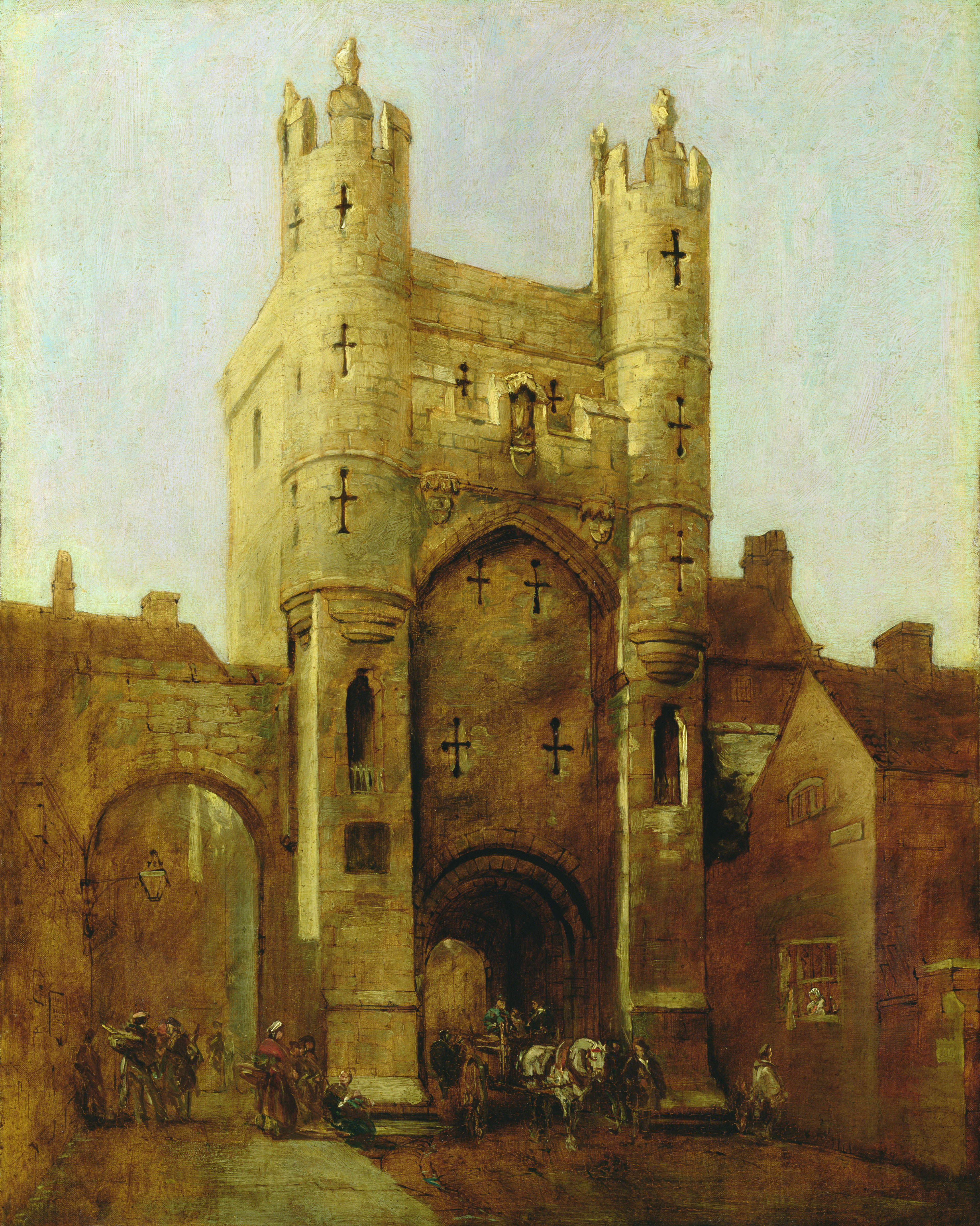
Mnichova brána v Yorku (1838)
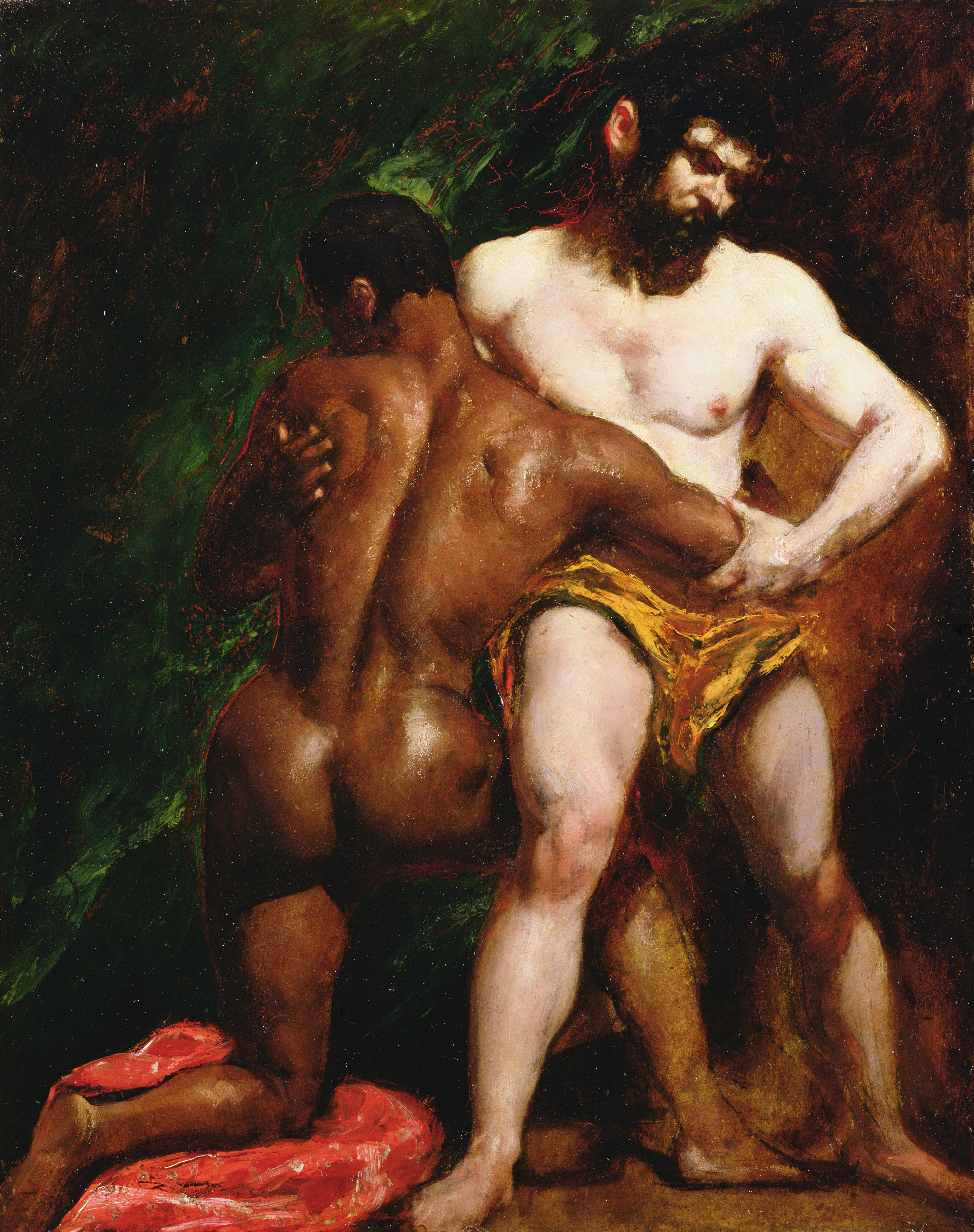
Zápasníci (1840)
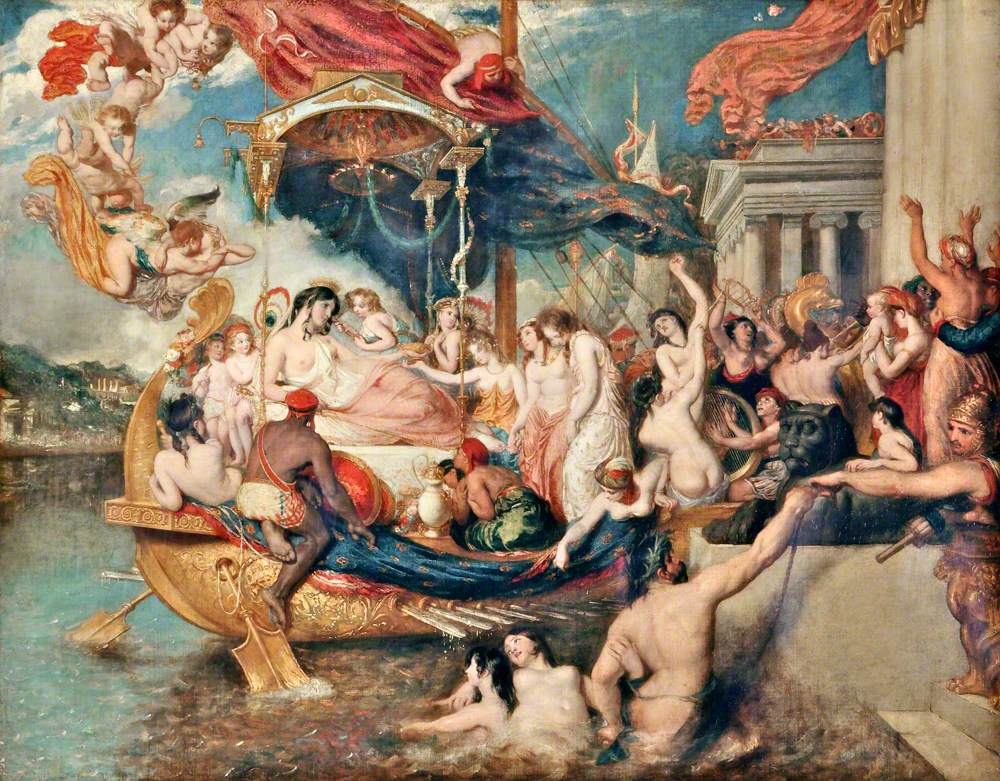
Kleopatřin triumf (1821)